# حرب إلكترونية

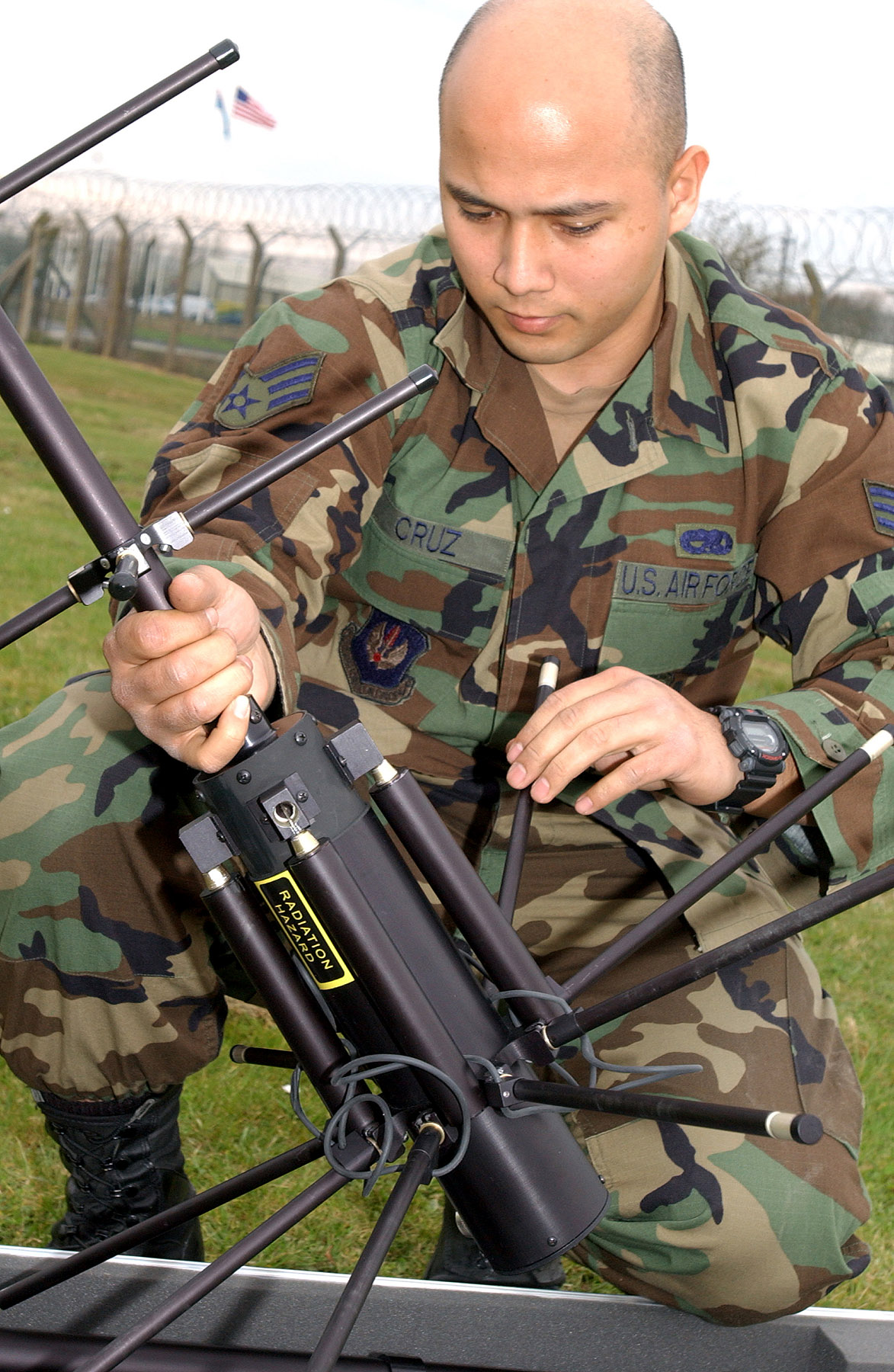
جندي من القوات الجوية الأمريكية يقوم بتركيب جهز إرسال واستقبال PSC-5 للاتصال بقمر صناعي.

الحرب الإلكترونية هي مجموعة الإجراءات الإلكترونية المتضمنة استخدام بعض النظم والوسائل الإلكترونية الصديقة في استطلاع الإشعاع الكهرومغناطيسي الصادر من نظم العدو ووسائله ومعداته الإلكترونية المختلفة مع الاستخدام المتعمد للطاقة الكهرومغناطيسية في التأثير على هذه النظم والوسائل لمنع العدو، أو حرمانه، أو تقليل استغلاله للمجال الكهرومغناطيسي، فضلاً عن حماية الموجات الكهرومغناطيسية الصادرة من النظم والوسائل الإلكترونية الصديقة من استطلاع العدو لها، أو التأثير عليها.
انطلاقاً من هذا الفكر في تعريف الحرب الإلكترونية، فإن مفهوم الحرب الإلكترونية هو مجموعة الإجراءات التي تنفذ بهدف الاستطلاع الإلكتروني للنظم والوسائل الإلكترونية المعادية، وإخلال عمل هذه النظم والوسائل الإلكترونية، ومقاومة الاستطلاع الإلكتروني المعادي، وتحقيق استقرار عمل النظم الإلكترونية الصديقة تحت ظروف استخدام العدو أعمال الاستطلاع، والإعاقة الإلكترونية.

## نشأتها
عند تتبع تاريخ نشأة الحرب الإلكترونية في العالم، نجد أن جذورها تعود لما قبل اندلاع الحرب العالمية الأولى، فقد بدأت الاتصالات بين أرجاء العالم المختلفة باستخدام المواصلات السلكية مـن طريق المورس «جهاز البرق الصوتي» عام 1837 ولم يتحقق أي اتصال آخر في ذلك الوقت إلا من طريق تبادل المراسلات باستخدام السفن في نقل الرسائل بين الموانئ البحرية. منذ اندلاع الحرب الأهلية في الولايات المتحدة الأمريكية، في أبريل 1861، كانت خطوط التلغراف هدفاً مهماً للقوات المتحاربة إذ كان عمال الإشارة يتداخلون على خطوط المواصلات السلكية، من طريق توصيل هاتف على التوازي مع كل خط من هذه الخطوط للتنصت على المحادثات ولهذا السبب، كان كل جانب يقطع المواصلات الخطية عند عدم الحاجة إليها، حتى لا يتداخل عليها الطرف الآخر. ثم كانت بداية استخدام الاتصال اللاسلكي في عام 1888 مع الألماني هرتز (Hertz). وفي منتصف عام 1897 استطاع «ماركوني» Guglielmo Marconi المهندس والمخترع الإيطالي من تطوير جهاز لاسلكي يناسب الاستخدام في البحر. ثم استخدم اللاسلكي في أعمال الاتصالات بالمسرح البحري الأوروبي في عام 1901.
ونتيجة لتزايد الاستخدام اللاسلكي، كان طبيعياً أن تظهر الشوشرة على الاتصالات اللاسلكية، وكانت في البداية شوشرة طبيعية، نتيجة لكثرة استخدام الأجهزة اللاسلكية، وهو ما يعرف بالتداخل البيني للموجات الكهرومغناطيسية عند إشعاعها بكثافة عالية في مساحة محددة، أو في مناطق مغلقة، مثل المضايق والممرات الجبلية. ومن هنا بدأ التدريب على العمل في ظل الشوشرة نتيجة الاستخدام اللاسلكي المكثف، ثم بدأ الاستخدام المتعمد للشوشرة؛ لإعاقة الاتصالات اللاسلكية بين الوحدات العسكرية المعادية؛ لإرباكها وشل سيطرتها على قواتها وأسلحتها. وفي عام 1904 قصفت السفينتان اليابانيتان الحربيتان «كاسوجا ونيشين» القاعدة البحرية الروسية في ميناء «آرثر» Arthur، وكانت معهما سفينة صغيرة تصحح النيران باستخدام الراديو «اللاسلكي»، وسمع أحد عمال «الإشارة» الروس، بالمصادفة، تعليمات تصحيح النيران، فاستخدم جهاز إرساله اللاسلكي في إعاقة الاتصال الياباني بالضغط على مفتاح الإرسال على تردد الشبكة اليابانية نفسها، مما عطل بلاغات تصحيح النيران من أن تُبّلغ لمدفعية السفينتين؛ وهكذا، لم ينتج عن هذا القصف البحري سوى إصابات طفيفة، لعدم دقة النيران في إصابة أهدافها. وحتى عام 1905، وخلال المعارك بين السفن اليابانية والروسية، استخدمت السفن الروسية الأسلوب نفسه ضد الشبكات اللاسلكية اليابانية، وانعكس ذلك في أن السفن الروسية استطاعت إخفاء اتصالاتها، قدر الإمكان، من طريق تقليل فترات استخدام اللاسلكي لأقل فترة ممكنة، وبأقل قدرة إشعاع لاسلكي تحقق الاتصال المطلوب، وكانت السفن الروسية تتنصت وتراقب الإرسال اللاسلكي الياباني، ثم تشوّش عليه أثناء القصف بهذا الأسلوب نفسه. وفي عام 1906 استطاع مكتب معدات البحرية الأمريكية من استحداث جهاز تحديد اتجاه لاسلكي؛ لخدمة الملاحة البحرية في البحر، وهو ما يعرف باسم «المنارة اللاسلكية» لإرشاد السفن، وتحديد مواقعها، وخطوط سيرها، مما كان له أثر كبير في مجالات الحرب الإلكترونية فيما بعد.
وقد عم في العصر الحديث استخدام الترانزيستور بدلا من الصمامات الإلكترونية، فبها تضبط شبكات الكهرباء كما تعمل الاتصلات بها من هاتف محمول وغيرها. ويضبط بها عمل الأجهزة العسكرية، من دبابات ومصفحات وطائرات ومدافع، وتعمل بالترانزيستور أجهزة اتصالاته والرادار واجهزة التصويب. ونظرا لأن الترانزيستور يعمل بجهد (فولطي) صغير، فهو بذلك عرضة للفساد والشوشرة بسبب حساسيتها المرتفعة للأمواج الكهرومغناطيسية ومن ضمنها أشعة غاما والأشعة السينية. لهذا فكر كل من المعسكر الغربي والمعسكر الشرقي غيرهم من الدول في اختراع وتنفيذ قنابل بسيطة تفسد عمل الترانزيسور على أرض العدو وفي ميدان القتال، تلك القنابل تنتج في المقام الأول أشعة كهرومغناطيسية شديدة فتشل بها جميع أسلحته. بل وتشل بها جميع شبكاته الكهربائية وشبكات اتصالاته المدنية وغيرها، فتعم الفوضى بين صفوفه القتالية وتنقطع الاتصلات وتعم الفوضى أيضا في بلاده إذ ينقطع التيار الكهربائي وخطوط الاتصالات والمواصلات.

## الحرب الإلكترونية في الحرب العالمية الأولى
في بداية الحرب العالمية الأولى، في أغسطس 1914، قبل أن تدخل بريطانيا الحرب إلى جانب بلجيكا وفرنسا، ضد ألمانيا، والنمسا، مرت سفينتان حربيتان بريطانيتان، بجوار السفن الألمانية في بحر المانش، ولم تحاولا الاشتباك مع السفن الألمانية. إلا أن أدميرال الأسطول الألماني «إرنست كينج»، أوضح أن هاتين السفينتين البريطانيتين، نفذتا عمليات التنصت اللاسلكي على الاتصالات اللاسلكية للسفن الألمانية، وذلك عندما حاولتا التشويش على الاتصالات اللاسلكية الألمانية، بهدف اختبار كفاءة أعمال الحرب الإلكترونية لديها في التداخل والشوشرة اللاسلكية على الشبكات اللاسلكية الألمانية. وأثناء العمليات البحرية التالية في الحرب العالمية الأولى كان التشويش على الاتصالات اللاسلكية يستخدم من حين إلى آخر، ولكن وُجد أنه، لكي تنفذ الشوشرة على أي اتصال لاسلكي، كان لا بد أن تسبق عملية التنصت هذا الاتصال، الأمر الذي تبين منه في أحيان كثيرة، أهمية المعلومات التي يتبادلها الجانب المعادي، والتي يمكن الحصول عليها، معرفة نواياه المستقبلية.

## الحرب الإلكترونية بين الحرب العالمية الأولى والثانية
أجرت عدة دول تجارب على قيام الطائرات بتوجيه القنابل لاسلكياً. وفي الثلاثينيات من القرن العشرين الميلادي تطورت أجهزة الإرسال بدرجة كبيرة، وأُنتجت أجهزة استقبال ذات حساسية عالية، وهوائيات دقيقة التوجيه، وهو ما أدى إلى التفكير في التداخل اللاسلكي لإفشال أعمال التوجيه. وفي هذا الوقت، بدأت التطبيقات العملية للظواهر المكتشفة عام 1900، صدى الصوت، إذ كان عندما يرفع الصوت، ويسمع صدى في الإجابة، يعرف أن الصوت وصل حائطاً بعيداً، أو حاجزاً، ولا بد أنه انعكس من المكان نفسه. وهكذا، بدأ تطبيق تحديد المكان لأي جسم متحرك، مثل سفينة في البحر، إذ يمكن من تحديد مسافة تحركها في زمن محدد، وحساب سرعتها، ففي البداية، يحدد مكان الهدف المتحرك وتوقيته في موقع ما، ثم بعد فترة زمنية محددة، يعاد تحديد مكان الهدف وتوقيته في موقع آخر، وبحساب المسافة التي تحركها الهدف، بين الموقعين الأول والثاني، والزمن الذي استغرقه في قطع هذه المسافة، تحدد سرعة الهدف من المعادلة الآتية: «السرعة = المسافة ÷ الزمن»
وقد طبق العاملون في معمل أبحاث البحرية الأمريكية ذلك، خلال تجارب اكتشاف الرادار عام 1922. وفي عام 1934، كان جهاز الرادار الأمريكي، قادراً على اكتشاف الطائرات على مسافة 50 ميلاً؛ وفي هذه الفترة، كان هناك عمل مشابه، ينفذ في بريطانيا وألمانيا. وبحلول شهر يونيه 1935، أُنتج أول رادار نبضي للبحرية البريطانية، يمكنه كشف الأهداف حتى مدى 17 ميلاً. وفي مارس 1936، أُنتج جهاز مماثل معّدل بمدى كشف 75 ميلاً. وهكذا، تطور تصنيع الرادارات على المسرح الأوروبي، وفي الولايات المتحدة الأمريكية.

## الحرب الإلكترونية في الحرب العالمية الثانية
تمكنت الدول الأوروبية حتى عام 1938 من إنتاج رادارات، ذات مدى كشف راداري 100 ميل عن الطائرات المعادية توفر زمن إنذار لأكثر من نصف ساعة، عن هجوم قاذفات القنابل المعادية، فضلاً عن إنتاج رادار بحري، يوفر مدى كشف راداري 15 ميلاً عن القطع البحرية المعادية. ومنذ أكتوبر 1935، كلف مسؤول البرنامج البريطاني لتطوير الرادار بدارسة إمكانية التشويش على أجهزة الكشف الراداري، إذ بدأت التجارب، وأمكن تحقيق نتائج إيجابية في عام 1938، وفي عام 1939. كما بدأت في إنجلترا دراسة إمكانية تشغيل عمال الرادار على أجهزتهم، في ظل قيام العدو بأعمال الإعاقة والتشويش، على الرادارات الإنجليزية. ومع تزايد الانتصارات الألمانية في فرنسا وهولندا وبلجيكا، في صيف 1940، والإجلاء السريع للقوات البريطانية من الجزء الرئيسي من أوروبا، وتزايد إمكان دخول الولايات المتحدة الأمريكية الحرب إلى جانب الحلفاء، بدأت واشنطن، في سرية تامة، بتعبئة الهيئات العسكرية الصناعية والعلمية وتنظيمها، لخدمة الحرب الإلكترونية.
أما الإنجاز الكبير الذي حدث بعد ذلك، هو أنه، بعد سقوط فرنسا، هرب العالم «موريس دولورين» إلى الولايات المتحدة الأمريكية، ومعه ثلاثة من زملائه الذين كانوا يعملون في نوع جديد من أجهزة تحديد الاتجاه ذات التردد العالي للبحرية الفرنسية، وبدءوا العمل في مختبر الاتصالات اللاسلكية الفيدرالي في «أماجا نسيت» بولاية «لونـج أيلاند» Long Island، وسرعان ما قاموا بتشغيل نموذج متطور لتحديد الاتجاه اللاسلكي يعمل على الشواطئ، ثم طوروا جهازاً آخر للعمل بالسفن الحربية، دخل الخدمة في القوات البحرية بعد ذلك. ومنذ أوائل ديسمبر 1941، وقبل دخول الولايات المتحدة الأمريكية الحرب مباشرة، أنتجت رادارات متقدمة منها SCR-270، ثم SCR-271، وذلك بزيادة حيز تردداتها، ركبت فيما بعد، بالسفن الحربية، وحاملات الطائرات، والطرادات، بما أدى إلى التغلب على أعمال الاستطلاع والإعاقة الرادارية. وفي الوقت نفسه، كانت الإجراءات المضادة للرادارات تسير سيراً حسناً، مثل مستقبل التحذير الراداري من الرادارات المعادية Radar Warning Receiver: RWR من نوع P-540، والذي تطوّر، بعد ذلك، إلى ما أطلق عليه P-587، والذي أقر في مختبر الطاقة الإشعاعية.
وهكذا، زاد التنافس بين القوات المتحاربة في المحيط الأطلسي والمحيط الهادي، مما ساعد على التطوير المستمر في معدات الحرب الإلكترونية وأعمالها، حتى وصلت إلى ما هي عليه الآن، في ظل التطور الهائل لتكنولوجيا الإلكترونيات. وهكذا استمر الصراع الدائر للحصول على التكنولوجيا المتقدمة لإنشاء أحدث النظم الإلكترونية اللازمة للسيطرة وإدارة النيران، وللمعاونة في إدارة أعمال القتال. وكان يتبعها دائماً العمل الدائم في مراكز الأبحاث للوصول إلى أكثر المعدات الخاصة بالحرب الإلكترونية تعقيداً من وسائل للاستطلاع والإعاقة على هذه المعدات المتقدمة، التي يتم إنشاؤها. ثم يأتي دور اختبار هذه المعدات الجديدة في مجال الحرب الإلكترونية ليتم إنزالها إلى ساحة القتال، لمعرفة تأثيرها، ثم تجري أعمال التطوير مرة أخرى على ضوء ما يدرس من مزاياها وعيوبها. ظهر ذلك واضحاً في حروب ما بعد الحرب العالمية الثانية: "كوريا ـ فيتنام ـ حرب 1967 ـ حرب أكتوبر 1973 ـ فوكلاند ـ سهل البقاع ـ خليج سرت ـ حرب تحرير الكويت ـ ثم حرب البلقان.

## الأهداف الإلكترونية المعادية للحرب الإلكترونية
هي الأهداف المطلوب أن تتعامل معها الحرب الإلكترونية بأعمال الاستطلاع، والإعاقة الإلكترونية، ويمكن أن إيجاز أهم هذه الأهداف فيما يلي:

### أنظمة الرادار العسكرية
- للإنذار وتوجيه النيران.
- للإنذار والمراقبة الساحلية.
- للتوجيه لمراكز السيطرة الجوية.
- لقيادة نيران المدفعية وتصحيحها.
- لمراقبة التحركات الأرضية.

### أنظمة الكشف والتوجيه الكهروبصرية
1. تليفزيوني
2. حراري
3. ليزري
4. بصري

## مسارح الحرب الإلكترونية

### العمليات البحرية
بمقدور السفن الحربية، والغواصات إصابة أهدافها خلف الأفق Over The Horizon: OTH بمعاونة نُظُم الاستطلاع الإلكتروني المتطوِّرة المحمولة جواً، وفي الفضاء الخارجي، والمتصلة بوحدات الأسطول، كما أنه بمقدور وحدات مكافحة الغواصات من طائرات، وسفن، وغواصات مسح قاع البحار والمحيطات باستخدام الأجهزة الإلكترونية «السونار»؛ للكشف عن الغواصات، والألغام البحرية المعادية في الأعماق.

## أقسام الحرب الإلكترونية

### الإجراءات الإلكترونية الهجومية (Electronic Attack Measures - EA)
استغلال الطيف الكهرومغناطيسي من خلال تنفيذ أعمال الإعاقة الإلكترونية الإيجابية والسلبية، أو أعمال التدمير للنظم، والوسائل، والمعدات الإلكترونية المعادية كالرادارات وخطوط الاتصال.

### الإجراءات الإلكترونية المساندة (Electronic Support Measures - ES)
إذ يؤدي الاستطلاع الإلكتروني دوراً إستراتيجياً في تحديد تكتيكات العدو، وإمكاناته، وأهدافه، وينفذ خلال السلم والحرب، وقبل العمليات وأثناءها من خلال النظم والمعدات الإلكترونية ذات التقنية العالية التي تزود بها الطائرات، والسفن، والأقمار الصناعية وتُجْمَع من خلاله كافة البيانات على معدات العدو.

### إجراءات الحماية الإلكترونية (Electronic Protection Measures - EP)
وتعني التأمين الإلكتروني للنظم، والوسائل الإلكترونية الصديقة من أعمال الحرب الإلكترونية المعادية.

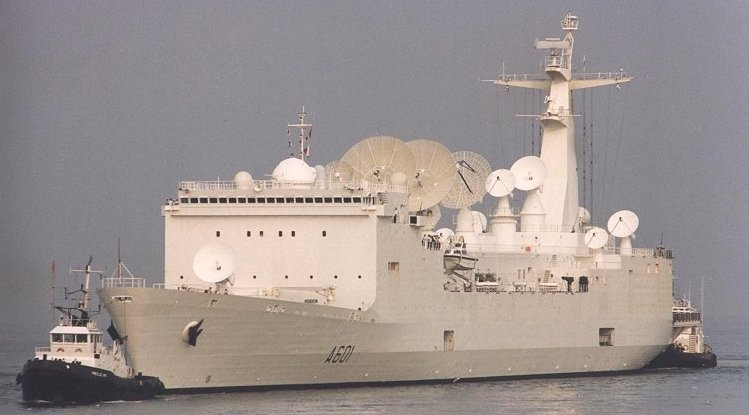
سفينة استطلاع من البحرية الفرنسية مخصصة للحرب الإلكترونية ، من عام 1999.

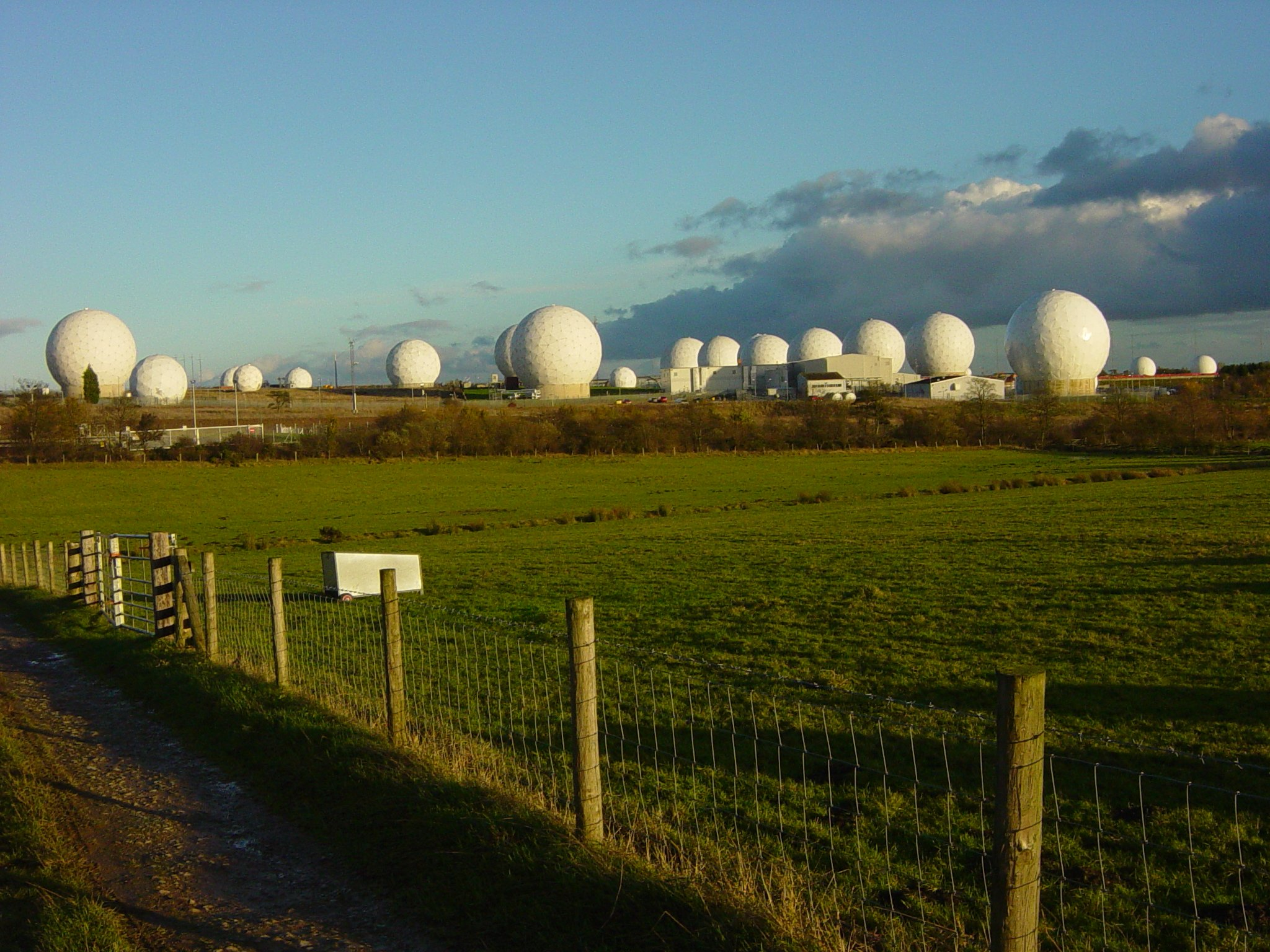
موقع للاستخبار تابع للقوات الجوية الملكية ببريطانيا RAF Menwith Hill وتشارك فيه الولايات المتحدة الأمريكية